# داريل جاكسون (لاعب كرة قدم أمريكية)
داريل جاكسون (بالإنجليزية: Darrell Jackson)‏ هو لاعب كرة قدم أمريكية أمريكي، ولد في 6 ديسمبر 1978 في دايتون في الولايات المتحدة.

## وصلات خارجية
- داريل جاكسون على موقع مرجع كرة القدم المحترفة.كوم (الإنجليزية)